# Arvid Carlsson
Arvid Carlsson (rođen 25. siječnja, 1923.) je švedski znanstvenik koji je najpoznatiji po svome radu na neurotransmiteru dopaminu i njegovom učinku na Parkinsonovu bolest. Carlsson je dobio Nobelovu nagradu za fiziologiju ili medicinu 2000.g. zajedno s Eric Kandelom i Paul Greengardom.

## Otkriće
Godine 1957. Carlsson je demonstrirao da je dopamin neuroprijenosnik u mozgu, a ne samo prekursor noradrenalina kao što se prije pretpostavljalo. Razvio je metodu za mjerenje količine dopamina u mozgu i ustanovio da je nivo dopamina u bazalnim ganglijima, dijelu mozga važnom za kretanje, izrazito visok. Carlsson je kasnije pokazao da davanje rezerpina eksperimentalnim životinjama, kod njih snizuje nivo dopamina i smanjuje kontrolu pokreta. Ti su učinci bili slični onima kod Parkinsonove bolesti. Davajući tim životinjama tvar L-Dopa, koja je prekursor dopamina, ublažio je njihove simptome. To otkriće navelo je liječnike da pokušaju koristiti L-Dopu kod pacijenata s Parkinsonovom bolesti, što je rezultiralo ublažavanjem nekih simptoma u ranim stadijima bolesti. 

## Vanjske poveznice
- Nobelova nagrada - životopis (engl.)